# Woliński Park Narodowy

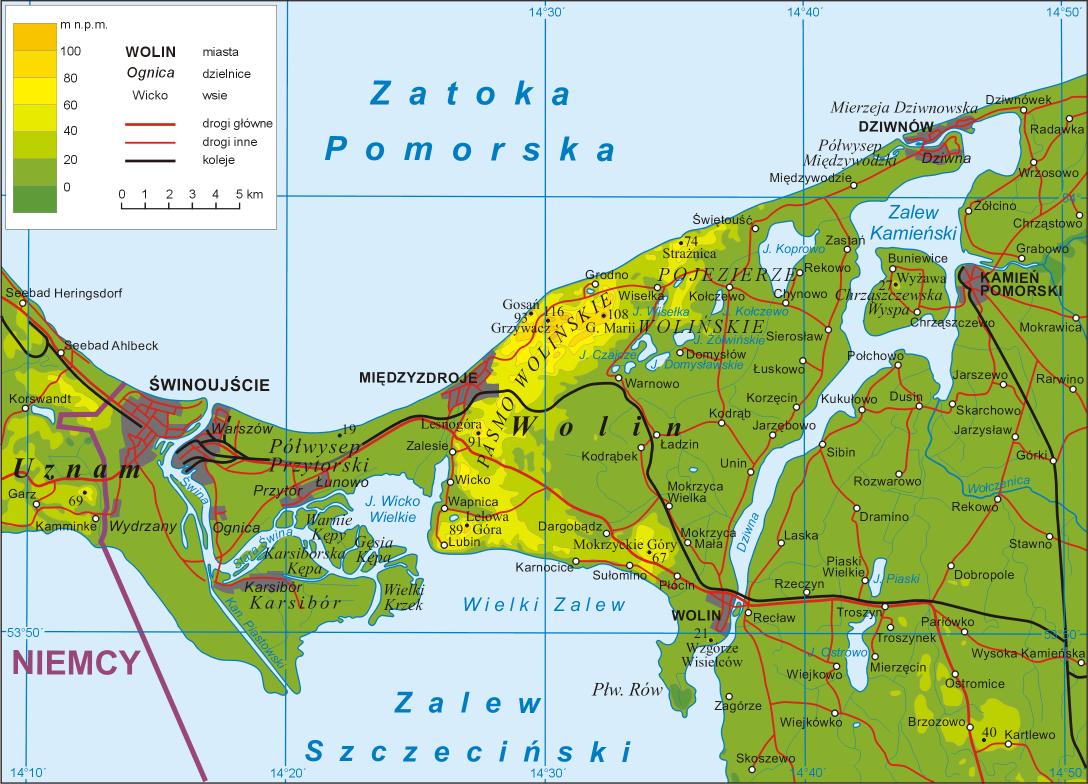
Mapa wyspy Wolin

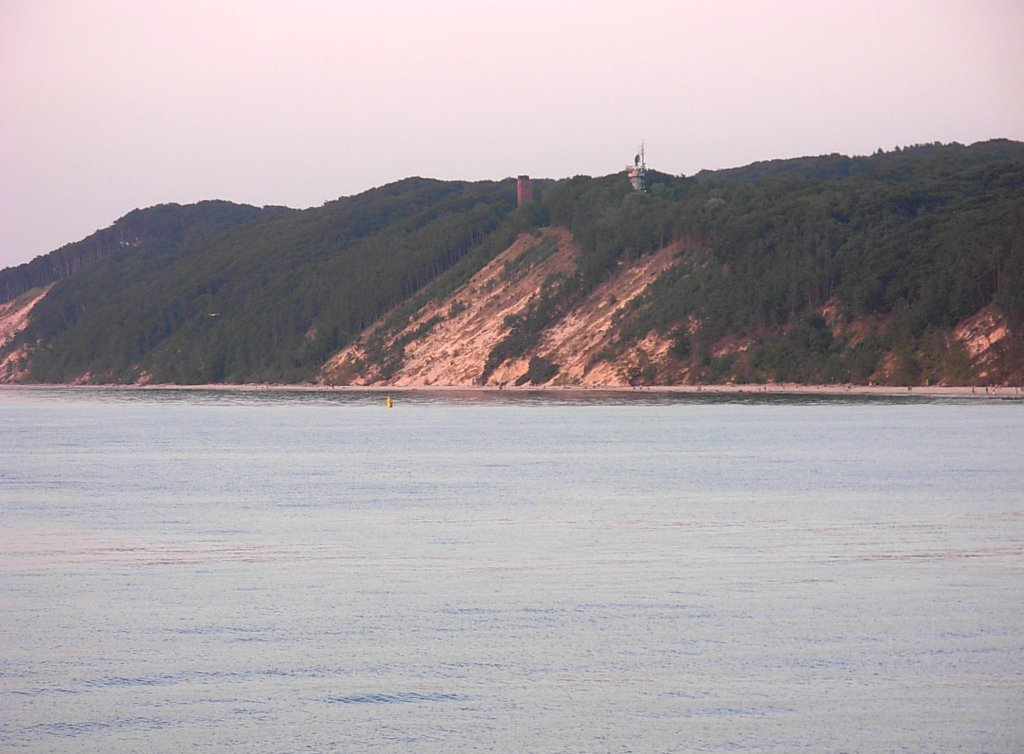
Klif morski Wolińskiego PN

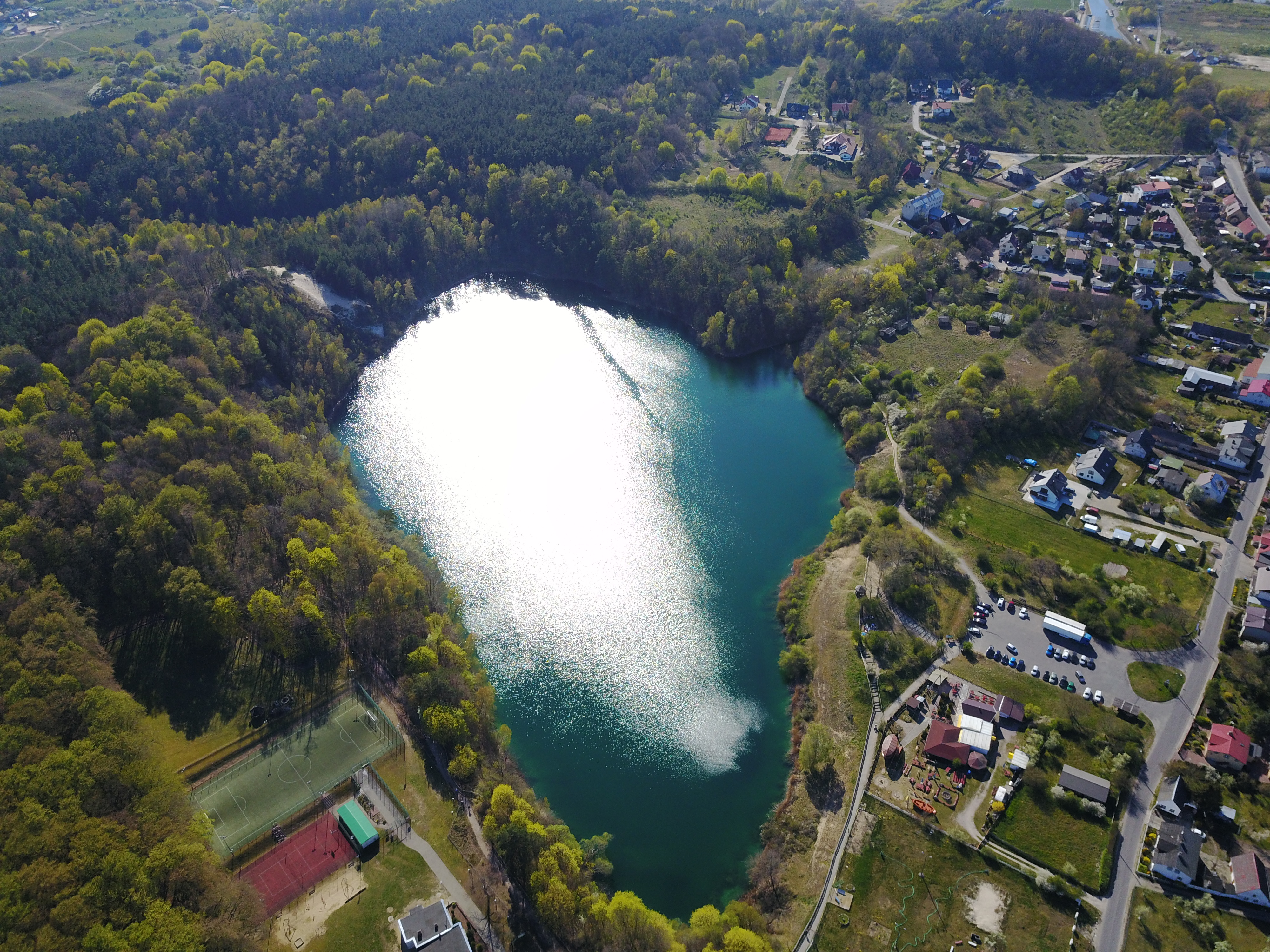
Jezioro Turkusowe

Woliński Park Narodowy – polski park narodowy znajdujący się w województwie zachodniopomorskim, w środkowo-zachodniej części wyspy Wolin, pomiędzy Zatoką Pomorską i Zalewem Szczecińskim. Powierzchnia parku wynosi 10 937 ha. W logo parku znajdują się bielik zwyczajny oraz nieco bardziej schowany mikołajek nadmorski.

## Historia
Pomysłodawcą powstania Wolińskiego Parku Narodowego był zasłużony leśnik mgr inż. Mieczysław Tarchalski (w okresie II wojny światowej bohaterski dowódca oddziałów partyzanckich na Kielecczyźnie, między innymi I Batalionu „LAS” 74 Pułku Piechoty AK). Mieczysław Tarchalski opracował założenia powstania parku, sporządził dokumentację oraz przygotował projekt rozporządzenia. Miał zostać pierwszym dyrektorem, jednak ze względu na sytuację polityczną, było nie do pomyślenia aby „wróg ludu” pełnił taką funkcję. Park utworzony został w 1960 r. Wtedy zajmował obszar 4844 ha. Przez włączenie w 1996 r. do obszaru parku wód morskich i wód Zalewu Szczecińskiego oraz archipelagu przybrzeżnych wysp stał się pierwszym w Polsce parkiem morskim. Organizatorem i pierwszym dyrektorem parku (przez 12 lat do 1972 roku) był Leon Niedzielski.
Siedziba Dyrekcji Wolińskiego PN znajduje się w centrum Międzyzdrojów, przy ul. Niepodległości 3a.
Symbolem Parku jest bielik, którego żywe okazy można obejrzeć w wolierach w Zagrodzie Pokazowej Żubrów.

## Środowisko abiotyczne
Dominującym krajobrazem jest pasmo wzniesień moreny czołowej graniczące z morzem i Zalewem (Pasmo Wolińskie i Pagórki Lubińsko-Wapnickie). Najwyższe aktywne klify osiągają wysokość 95 m. Abrazja klifowego wybrzeża corocznie przesuwa linię brzegu o około 80 cm. Wzgórza morenowe, które zajmują około 75% powierzchni parku najwyższą wysokość – 115,9 m n.p.m., osiągają w kulminacji Grzywacza. Drugim pod względem zajmowanego obszaru, jest krajobraz delty Świny z kilkudziesięcioma bagnistymi wysepkami, które rozdzielone są licznymi kanałami cieśniny Świny. Na tym terenie proces jego formowania jest również stale aktywny – corocznie zmienia się konfiguracja dna, powstają nowe płycizny, wysepki. Trzecim typem krajobrazu jest pojezierze z polodowcowymi jeziorami, ozami i kemami (okolice Warnowa). Niewielką część Parku zajmuje rozległy obszar sandru (Wapnica-Karnocice).
We wschodniej części parku w pobliżu Warnowa i Wisełki, znajdują się polodowcowe jeziora: Warnowo Zachodnie, Warnowo Wschodnie, Jezioro Czajcze, Jezioro Domysłowskie, Zatorek i Wisełka. W obrębie wzniesień morenowych położone są jeziora sztuczne: Jezioro Turkusowe, Stara Kredownia (koło Wapnicy) i Gardno.

## Flora i fauna
Na wyspie Wolin stwierdzono występowanie ponad 1300 gatunków roślin naczyniowych, w tym wielu gatunków chronionych i rzadkich. Wśród nich są rośliny plaży nadmorskiej: honkenia piaskowa, wydmuchrzyca piaskowa, rukwiel nadmorska i solanka kolczysta oraz gatunki siedlisk słonych w delcie Świny – halofity (ok. 30 gat.). Zbocza stromych klifów porastają gęste zarośla rokitnika zwyczajnego. Płytkie piaszczyste dno Morza Bałtyckiego zajmują makroglony: zielenice, brunatnice i krasnorosty, wśród których najliczniejszymi są morszczyn i zielenica Entetromoprpha intestinalis.
Na terenie lądowym parku dominują wzniesienia morenowe pokryte lasami bukowo-sosnowo-dębowymi. Głównym gatunkiem w lasach jest jednak sosna, która zajmuje 68% lądowej powierzchni parku. Buk zajmuje 23%, dąb 7%, a inne gatunki pozostałą część.
Wśród zespołów leśnych szczególnie dobrze zachowały się lasy bukowe, których struktura zbliżona jest do lasów naturalnych, z cennymi roślinami w runie jak perłówka jednokwiatowa, storczyki czy żywiec cebulkowy.
Spośród innych leśnych zespołów roślinnych na uwagę zasługuje występujący w okolicach Wisełki na glebach bielicowych wytworzonych z piasków luźnych nadmorski bór bażynowy. Inne cenne gatunki rzadkie i chronione to m.in. długosz królewski, mikołajek nadmorski, pajęcznica liliowata, wiciokrzew pomorski i zimoziół północny.
Fauna wyspy jest bardzo zróżnicowana i bogato reprezentowana przez gatunki rzadkie. Przez Wolin przebiega główny szlak przelotu ptaków wzdłuż wybrzeża Bałtyku. Na terenie parku stwierdzono występowanie ponad 230 gatunków ptaków, w tym lęgowych, jak na przykład: bielik zwyczajny, wodniczka, biegus zmienny, muchołówka mała. Park spełnia doniosłą rolę w ochronie siedlisk ptaków wodno-błotnych, które tutaj znajdują spokój oraz bazę pokarmową, szczególnie w okresie wiosennych i jesiennych wędrówek. Obszar delty Świny został zaliczony do ostoi ptaków o znaczeniu europejskim. Aktualnie m.in. prowadzona jest reintrodukcja puchacza.
Z bogatego świata owadów zachowały się m.in. stanowiska chrząszczy – jelonka rogacza oraz kozioroga dębosza. Na terenie parku oznaczono 3 nowe dla nauki gatunki: chrząszcza Teredus opacus i 2 gatunki skoczogonków (Collembola).
Wody Zatoki Pomorskiej to biotop wielu gatunków zwłaszcza ryb oraz rzadszych ssaków morskich – foki szarej i morświna.

## Formy ochrony przyrody
Dla pełniejszej ochrony zasobów flory stworzono na terenie parku 7 obszarów ochrony ścisłej, w tym 6 leśnych:
- obszar ochrony ścisłej im. dr. Stefana Jarosza
- obszar ochrony ścisłej im. prof. Mariana Raciborskiego
- obszar ochrony ścisłej im. prof. Zygmunta Czubińskiego
- obszar ochrony ścisłej im. dr. Bogdana Dyakowskiego
- obszar ochrony ścisłej im. prof. Władysława Szafera
- obszar ochrony ścisłej im. prof. Adama Wodziczki
- obszar ochrony ścisłej Drożkowe Łąki

W otulinie Parku, w pobliżu wsi Warnowo, znajduje się rezerwat przyrody Łuniewo.
Uzupełnienie ochrony przyrody obszaru WPN stanowią: specjalny obszar ochrony siedlisk „Ujście Odry i Zalew Szczeciński” oraz obszar specjalnej ochrony ptaków „Wolin i Uznam”.

### Muzeum Przyrodnicze Wolińskiego Parku Narodowego
Muzeum Przyrodnicze Wolińskiego Parku Narodowego znajduje się w centrum Międzyzdrojów, na Wzgórzu Filaretów, w ogrodzie o powierzchni 1,46 ha. Do 1995 mieściło się w zabytkowym białym pałacyku z przełomu XIX/XX w. (obecnie siedziba Dyrekcji Wolińskiego PN). Nowoczesne Centrum Edukacyjno-Muzealne z 5 salami wystawowymi o łącznej powierzchni 900 m². W ogrodowych wolierach żywe bieliki zwyczajne i puchacze. Mieści się tu największa w Polsce muzealna kolekcja samców batalionów w szacie godowej (130 sztuk).

## Turystyka
Na terenie WPN znajduje się 5 czynnych punktów widokowych: Gosań, Kawcza, Zielonka, Piaskowa Góra, Grodzisko Lubin.

### Szlaki turystyczne
Piesze szlaki turystyczne na terenie WPN:
- Szlak Nadmorski (odcinek Świnoujście→ Międzyzdroje→ Kołczewo)
- Szlak Nad Bałtykiem i Zalewem Szczecińskim (odcinek Świnoujście→ Międzyzdroje→ Wolin)
- Szlak Leśny Przez Pojezierze Warnowsko-Kołczewskie (Międzyzdroje→ Żubrowisko→ Warnowo→ Kołczewo→Świętoujść)
- Szlak na Kawczą Górę (Żubrowisko→ Kawcza→ Międzyzdroje)
- Szlak łącznikowy warnowski (Stacja kolejowa w Warnowie → Warnowo → węzeł szlaków turystycznych przy  Szlaku przez Pojezierze Warnowsko-Kołczewskie)[11][12]

Ścieżki przyrodnicze na terenie WPN:
- Ścieżka przyrodnicza „Zatorek”
- Ścieżka przyrodnicza „Łuniewo”.

Szlaki rowerowe na terenie WPN:
- Międzynarodowy szlak rowerowy wokół Bałtyku R-10
- Międzynarodowy szlak rowerowy wokół Zalewu Szczecińskiego R-66
- Szlak rowerowy „Przez Lasy Warnowsko-Żółwińskie”.

### Atrakcje turystyczne
- Zagroda Pokazowa Żubrów

- Jezioro Turkusowe

- Latarnia Morska Kikut

- Grodzisko Lubin – położone na najwyższym punkcie nad Zalewem Szczecińskim grodzisko to pozostałość po wczesnośredniowiecznym grodzie, który funkcjonował tu pomiędzy X a XII wiekiem. W centralnym miejscu wzgórza o charakterystycznym kształcie dawnych umocnień znajdują się ruiny fundamentów najstarszego na Pomorzu kościoła. W sezonie wakacyjnym trwają tu prace archeologiczne (wykopaliska). Na tablicach przedstawione są rys historyczny grodziska i opis prowadzonych badań archeologicznych oraz ekspozycja fragmentów wczesnośredniowiecznej ceramiki. Na grodzisku istnieje również możliwość wybicia pamiątkowej monety – arabskiego dirhama. Ponad sto takich monet z 951 r. zawierał odkryty na grodzisku w Lubinie skarb. Z tarasów, jakie zostały przygotowane dla turystów, rozpościera się widok na Zalew Szczeciński, archipelag czterdziestu czterech jego wysp, tor wodny Szczecin-Świnoujście oraz rozlewiska cieśniny Świny i jezioro Wicko Wielkie. Tarasy widokowe umiejscowione są w najwyższym punkcie klifu nad Zalewem Szczecińskim, ponad 50 m n.p.m. Na tarasach zamocowane są lunety widokowe[15].
- Bunkier V3 w Zalesiu – jedyna w Polsce ekspozycja tajnej broni niemieckiej V3, z okresu II wojny światowej, zlokalizowana na byłym tajnym poligonie doświadczalnym w Międzyzdrojach-Zalesiu. Umiejscowiona w bunkrze, gdzie były składowane pociski V3. W pobliżu bunkra znajdują się pozostałości stanowisk ogniowych tych pocisków. Obok mini-muzeum znajduje się Punkt Informacji Turystycznej Wolińskiego Parku Narodowego, gdzie prezentowane są oferta i ciekawostki przyrodnicze Parku[16].
- Głazy Piastowskie – nadmorskie głazowisko znajdujące się w połowie drogi między Międzyzdrojami a Wisełką, przy cyplu klifu zwanego Świętą Kępą[17].
- Dąb Wolinian – jedno z najstarszych drzew WPN. W ostatnim czasie mocno uszkodzone na skutek sztormu. Przy drzewie głaz informujący, iż znajduje się przy obszarze ochrony ścisłej im. Adama Wodziczki. W pobliżu wybrzeże klifowe Zalewu Szczecińskiego[6].